# Meilly-sur-Rouvres
Meilly-sur-Rouvres är en kommun i departementet Côte-d'Or i regionen Bourgogne-Franche-Comté i östra Frankrike. Kommunen ligger i kantonen Pouilly-en-Auxois som tillhör arrondissementet Beaune. År 2022 hade Meilly-sur-Rouvres 231 invånare.

## Befolkningsutveckling
Antalet invånare i kommunen Meilly-sur-Rouvres
Referens:INSEE